# Przerost połowiczy

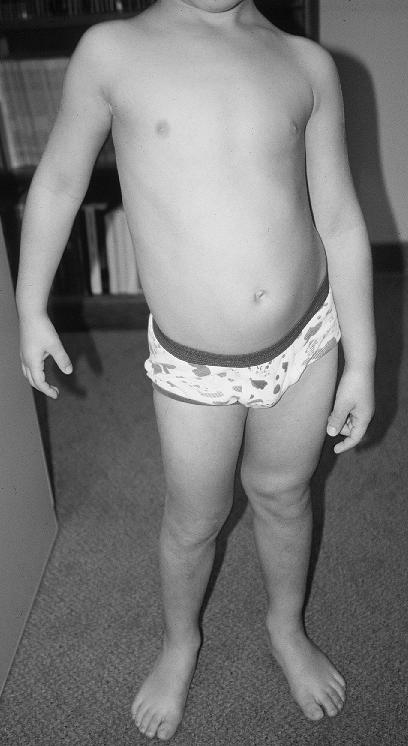
Izolowany przerost połowiczy u pięcioletniego chłopca, zaznaczony w obrębie kończyn dolnych i górnych; wyraźnie dłuższa jedna kończyna dolna wymusza nieprawidłowe ustawienie miednicy

Przerost połowiczy (hemihiperplazja, hemihipertrofia, ang. hemihyperplasia, hemihypertrophy) – asymetryczny przerost jednej lub więcej części ciała. Przerost połowiczy może być cechą izolowaną lub stanowić część zespołów wad wrodzonych, przede wszystkim zespołu Beckwitha-Wiedemanna (BWS). W izolowanych przypadkach sugeruje się rolę imprintingu genomowego. Opisywano występowanie rodzinne przerostu połowiczego ciała.

## Etiologia
Przerost połowiczy może występować w następujących zespołach wad:
- zespół Beckwitha-Wiedemanna (BWS)
- zespół Proteusza
- zespół Silvera-Russella
- nerwiakowłókniakowatość typu I
- zespół Klippla-Trénaunaya (KTW).